# (32677) 6806 P-L
6806 P-L (asteroide 32677) é um asteroide da cintura principal. Possui uma excentricidade de 0.04481010 e uma inclinação de 3.06530º.
Este asteroide foi descoberto no dia 24 de setembro de 1960 por Cornelis Johannes van Houten e Ingrid van Houten-Groeneveld e Tom Gehrels em Palomar.